# Asedio de Dapur
El Asedio de Dapur ocurrió como parte de la campaña del faraón Ramsés II para suprimir Galilea y conquistar Siria en el año 1269 a. C.; siendo una de las conquistas más importantes del faraón durante su campaña contra el imperio hitita. Una inscripción de esta campaña se encuentra en la pared del gran templo funerario del faraón: el templo Ramesseum en la necrópolis de Tebas, Egipto. Las inscripciones dicen que Dapur estaba "en la tierra de Hatti". A pesar de que Dapur a menudo se ha identificado con Tabor en Canaán, el egiptólogo británico Kenneth Kitchen argumenta que esta identificación es incorrecta, y que el Dapur en cuestión estaba localizado en Siria, al norte de la ciudad de Kadesh.

## Historia
En el siglo XIII a. C. se desencadenó la guerra de los egipcios y los hititas por la supremacía en Retenu (región de la actual Siria y Palestina). Después de una  batalla perdida en Kadesh, Ramsés II reorganizó su ejército, y tres años después (1271 a. C.) lanzó otra campaña en el territorio sirio-palestino; el cual todavía estaba bajo dominio de los hititas. Ramsés II conquistó varias ciudades importantes como Gaza, Jaffa, Tiro, Sidón y Beirut. El nuevo gran rey hitita, Muršili III, no intervino durante la campaña de Ramsés II. El faraón evitó otro ataque contra Kadesh, y marchó hacia la ciudad hitita de Dapur, la cual estaba situada a unos 100 km más al norte.

## Inscripción y representaciones

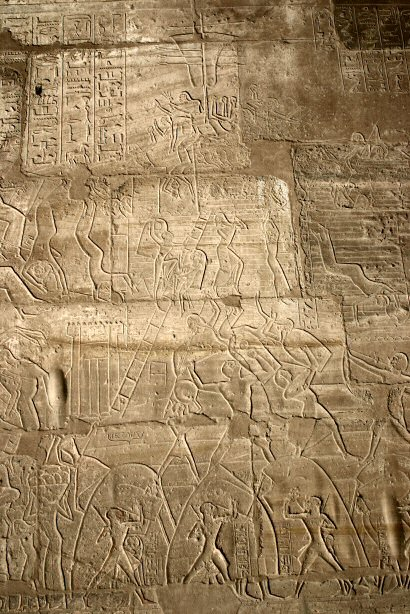
Inscripciones originales en el templo Ramesseum.

Los relieves egipcios representan a Dapur como un asentamiento fuertemente fortificado, con murallas interiores y exteriores, y situado en una colina rocosa; lo cual era la estructura habitual en los asentamientos de la Edad del Bronce en Siria como en el extranjero.

Las ilustraciones contemporáneas del asedio muestran el uso de escaleras de asedio y carros con arqueros. Los defensores de Dapur también tenían arqueros y lanceros, con los cuales defendieron la fortaleza. Seis de los hijos de Ramsés, todavía llevando sus trenzas laterales, también aparecen en las representaciones del asedio. Entre los hermanos que se incluían, estaban:

Hijo del rey, de su cuerpo, su amado, Khamwese.
Hijo del rey, de su cuerpo, su amado, Montu[...].

Hijo del rey, de su cuerpo, su amado, Meriamón.

Hijo del rey, de su cuerpo, su amado, Amenemuya.

Hijo del rey, de su cuerpo, su amado, Seti.
Hijo del rey, de su cuerpo, su amado, Setepenra.

## Después del asedio
La guerra de Egipto contra el imperio hitita por la región de Retenu jamás dejó un claro ganador en el período subsecuente. El dominio sobre las ciudades sirias y palestinas fue cambiando regularmente en el tiempo. Fue solamente cuando Asiria se convirtió en una amenaza para los hititas en el norte, que el Imperio hitita cerró en un tratado de paz con Egipto en el año 1259 a. C., para así evitar una guerra de dos frentes. El tratado de paz egipcio-hitita es el acuerdo de paz escrito más antiguo conservado. Sus extractos cuelgan en el edificio de la ONU en Nueva York.